# Tri gracije (Canova)
Kip Antonia Canove Tri gracije je neoklasicistična skulptura iz marmorja treh mitoloških Haritah, Zevsovih hčerah – na nekaterih gravurah kipa identificiranih kot Evfrozina, Aglaja in Talija – od leve proti desni – ki naj bi predstavljale mladost /lepoto (Talija), veselje (Evfrozina) in eleganco (Aglaja). Gracije so vodile bankete in srečanja, da bi razveselile goste bogov. Kot take so bile predmet zgodovinskih umetnikov, vključno s Sandrom Botticellijem in Bertelom Thorvaldsenom. Različica skulpture je v muzeju Ermitaž, druga pa je v skupni lasti in jo izmenično razstavljata Muzej Viktorije in Alberta ter Škotska Narodna galerija.

## Različice dela
John Russell, 6. vojvoda Bedfordski, je naročil različico zdaj znanega dela. Leta 1814 je obiskal Canovin atelje v Rimu in nanj je naredila izjemen vtis rezbarija gracij, ki jo je Canova izdelal za cesarico Josephine. Ko je cesarica maja istega leta umrla, je ponudil odkup dokončanega dela, vendar je bil neuspešen, saj ga je zahteval Josephinin sin Eugène (njegov sin Maximilian ga je prinesel v Sankt Peterburg, kjer ga je zdaj mogoče najti v muzeju Ermitaž). Vojvoda, ki se ni prestrašil, je zase naročil drugo različico.
Postopek kiparjenja se je začel leta 1814 in je bil dokončan leta 1817. Leta 1819 je bil nameščen v vojvodovi rezidenci v samostanu Woburn. Canova je odpotoval v Anglijo, da bi nadzoroval njegovo namestitev, in se odločil, da ga prikaže na podstavku, prilagojenem iz marmornatega podstavka z vrtljivim vrhom. Ta predmet je zdaj v skupni lasti Muzeja Viktorije in Alberta ter Nacionalnih galerij Škotske in je izmenično prikazan v vsaki.
Različica v Ermitažu je izklesana iz marmorja z žilami in ima kvadraten steber za levo figuro (Evfrozina). Različica samostana Woburn je izklesana iz belega marmorja in ima okrogel steber, osrednja figura (Aglaja) pa ima nekoliko širši pas.
Ko je prejel vojvodovo naročilo, je Canova že imel slavno kiparsko kariero. Rodil se je leta 1757 v italijanski provinci Treviso, šolal ga je dedek in njegovo umetniško nadarjenost je hitro opazil predvsem senator Giovanni Falieri, ki ga je seznanil s kiparjem Torrettom. Torretto je za dve leti vzel Canovo za vajenca.
Canova je še naprej užival v majhnih naročilih, vendar je njegova slava prišla šele leta 1780, ko je odpotoval v Rim in ugotovil, da sta ga navdihnila in oživila obseg in kakovost umetnosti in arhitekture. V tem času je Canova ustvaril nekaj svojih najbolj cenjenih del, vključno: Tezej in Minotaver (1782), njegov spomenik papežu Klementu XIV. (zdaj prikazan v baziliki dei Santi Apostoli) in načrtovanje razkošne grobnice Klementa XIII. Leta 1793 je ustvaril Psihe, oživljena s Kupidovim poljubom , delo brezhibne kompozicije in tekoče lepote.
Leta 1802 ga je Napoleon I. poklical v Pariz, da bi izdelal ogromen lik cesarja, ki v roki stiska »Zmago«. Izdelal bi tudi doprsni kip francoskega voditelja in kip Napoleonove matere. Dejstvo, da so ti deli predstavljali le delček njegovih del v tem obdobju, je njegova dvojna naročila za kiparjenje Gracij razumljiva.
Skulptura za vojvodo Bedfordskega je temeljila na upodobitvah Gracij, ki jih je že naredil Canova, vključno s sliko iz leta 1799, drugimi risbami in reliefom Gracij, ki ga je izdelal približno v istem času.
Leta 1810 je oblikoval skico iz terakote (zdaj v Musée de Lyon v Franciji). Vendar je verjetno, da je bil njegov del za cesarico Jožefino in pozneje vojvodo oblikovan predvsem po zgodnjih risbah in modelu skice iz terakote. Vemo, da je bil neposredni model za delo mavčna skupina v polnem obsegu, ki je preživela in je zdaj v muzeju Canova v Possagnu. V različici vojvode Bedfordskega se gracije naslanjajo na steber, čeprav v prejšnjih različicah te značilnosti ni bilo.

## Umetniška tehnika in učinek
Delo je izklesano iz enega samega kosa belega marmorja. Canovini pomočniki so marmor grobo blokirali, Canovi pa prepustili končno rezbarjenje in oblikovanje kamna, da bi poudaril mehko meso Gracij. To je bila blagovna znamka umetnika in delo kaže močno zvestobo neoklasicističnemu gibanju v kiparstvu, katerega glavni predstavnik je Canova.
Tri boginje so prikazane gole, stisnjene skupaj, njihove glave se skoraj dotikajo v delu, ki ga mnogi imenujejo »erotično nabito«. Stojijo, rahlo nagnjene vase - morda razpravljajo o skupnem vprašanju ali preprosto uživajo v njihovi bližini. Njihove pričeske so podobne, spletene in spete na vrhu glave v vozel.
Slog je eleganten in nakazuje prefinjenost in razred - v njih je občutljiva lepota, ki je običajna v kiparstvu Canove. Umetnostni zgodovinarji so pogosto komentirali mirno ravnotežje, ki se zdi med tremi glavami. Za razliko od kompozicij Gracij, ki izhajajo iz antike, kjer sta zunanji figuri obrnjeni proti gledalcu in osrednja figura objema svoje prijateljice s hrbtom obrnjena gledalcu, Canovine figure stojijo druga ob drugi, obrnjene druga proti drugi.
Tri vitke ženske postave se v objemu združijo s sklenjenimi rokami in šalom, ki jih povezuje. Enotnost Gracij je ena glavnih tem kompozicije. V različici grofice Josephine sta Graciji na daritvenem oltarju, okrašenem s tremi venci iz rož in vencem, ki simbolizirajo njune krhke, tesne vezi.

## Neoklasicizem in barok
Canovino delo je izpodbijalo baročno pojmovanje razkošne lepote; prikazuje gracije kot nublie, vitke mlade ženske. To ni edini odmik Canovinega dela od baroka. Na primer, baročna dela italijanskega kiparja Berninija predstavljajo oster trenutek v času – posnetek. Berninijevo delo Zamaknjenje svete Terezije iz leta 1644 prikazuje trenutek, ko sveti duh prebode Terezijino srce in jo pusti v nečem, kar lahko opišemo le kot ekstazo božanske prisotnosti. To je dramatičen, pretresljiv prizor, ki ga je Bernini ujel v trenutku največjega vpliva. Delo Canove pa je drugačno. Zdi se, da njegovi deli nimajo pravega občutka za čas, le obstajajo na točki v preteklosti - skoraj duhoviti opomniki na mitološki dogodek ali osebo, ki je že davno umrla. V primeru Gracij se odreče teatralnosti in povabi gledalca, naj iz prizora naredi, kar hoče. To je značilno za neoklasicistično gibanje. V mnogih pogledih je bilo to delo odmik in od takrat so ga mnogi obravnavali kot merilo lepote.